# Свети Пророк Илия Парнаски
Манастирът „Свети Пророк Илия Парнаски“ е бивш мъжки, сега женски православен манастир намиращ се на югозападните склонове на планината Парнас, над село Хрисо, на средата на пътя между Делфи и Амфиса. От просторната му площадка се открива прекрасна панорама към Коринтския залив, пристанищата на Итеа и Галаксиди, Амфиса, Хрисо и склоновете на Парнас, Гиона и Вардусия в далечината.
Основаването на манастира е точно датирано в 1019 г., което ще рече че е свързано с триумфалния поход на Василий II Българоубиец, след като Охрид се предава от царицата Мария. Византийският император се отправя „по стъпките на Самуил на юг“ и през Солун и Ливадия пристига в Атина, за да се поклони на „Света Богородица Атинска“, откъдето отива в Пирея където е събран флота му и отплавайки за Константинопол влиза триумфално в столицата през „Златната порта“ увенчан с лавров венец на великолепна колесница.  